# Tangpu (köpinghuvudort i Kina, Zhejiang Sheng, lat 29,86, long 120,78)
Tangpu (kinesiska: 汤浦, 汤浦镇) är en köpinghuvudort i Kina. Den ligger i provinsen Zhejiang, i den östra delen av landet, omkring 73 kilometer sydost om provinshuvudstaden Hangzhou. Antalet invånare är 15 333. Befolkningen består av 7 765 kvinnor och 7 568 män. Barn under 15 år utgör 13,0 %, vuxna 15-64 år 75 %, och äldre över 65 år 11,0 %.
Runt Tangpu är det tätbefolkat, med 511 invånare per kvadratkilometer. Närmaste större samhälle är Shangyu, 19,1 km norr om Tangpu. I omgivningarna runt Tangpu växer i huvudsak blandskog.
Genomsnittlig årsnederbörd är 2 022 millimeter. Den regnigaste månaden är juni, med i genomsnitt 356 mm nederbörd, och den torraste är januari, med 72 mm nederbörd.